# Phyllonycteris (subgènere)
Phyllonycteris és un subgènere de ratpenats fil·lostòmids format per dues espècies que viuen a la zona del Carib.

## Taxonomia
- Ratpenat de les flors porto-riqueny (Phyllonycteris major)
- Ratpenat de les flors cubà (Phyllonycteris poeyi)